# Capital megye (Misiones)
Capital egy megye Argentína északkeleti részén, Misiones tartományban. Székhelye és egyben a tartomány fővárosa Posadas.

## Földrajz
Argentína északkeleti, Misiones tartomány nyugati részén található. Északon a Paraná folyó mentén Paraguayjal határos, míg nyugaton az argentin Corrientes tartomány határolja. A székhely, Posadas, szintén a Paraná partján fekszik.

## Népesség
A megye népessége a közelmúltban a következőképpen változott:
| Év   | Lakosság |
| ---- | -------- |
| 2001 | 282 588  |
| 2010 | 324 756  |